# 渡邉治雄
渡邉 治雄（わたなべ はるお）は、日本の医学者。学位は、医学博士（群馬大学・1980年）。東京大学大学院医学系研究科教授や、国立感染症研究所所長等を経て、国際医療福祉大学大学院医学研究科教授。瑞宝重光章受章。

## 人物・経歴
1975年群馬大学医学部卒業。1980年群馬大学大学院医学研究科博士課程修了、国立公衆衛生院衛生微生物学部研究員。1983年ジュネーブ大学医学部生化学教室ポストドクター。1985年国立予防衛生研究所細菌部第二室室長。1988年国立予防衛生研究所細菌部第一部部長。2003年内閣府食品安全委員会微生物専門部会座長。2004年国立感染症研究所副所長。2005年東京大学大学院医学系研究科感染病態学教授。2010年国立感染症研究所所長、厚生労働省厚生科学審議会委員、厚生労働省薬事・食品衛生審議会委員。2011年厚生労働省厚生科学審議会感染症部会座長。2015年国立感染症研究所名誉所員、国立研究開発法人日本医療研究開発機構医療分野国際科学技術共同研究開発推進事業研究主幹、公益社団法人日本食品衛生協会理事、厚生労働省厚生科学審議会会長代理。2016年国際医療福祉大学大学院医学研究科教授。厚生労働省薬剤耐性菌小委員会座長。2017年公益財団法人黒住研究振興財団理事長、薬剤耐性ワンヘルス動向調査検討会座長。2019年春の叙勲で瑞宝重光章受章。